# Hnojné
Hnojné es un municipio del distrito de Michalovce en la región de Košice, Eslovaquia, con una población estimada a final del año 2024 de 243 habitantes.
Se encuentra ubicado al noreste de la región, en la cuenca hidrográfica del río Bodrog (afluente derecho del Tisza) y cerca de la frontera con la región de Prešov, Ucrania y Hungría.

## Demografía
| Año        | 1994 | 2004     | 2014    | 2024     |
| ---------- | ---- | -------- | ------- | -------- |
| Población  | 175  | 242      | 218     | 243      |
| Diferencia |      | +38,28 % | −9,91 % | +11,46 % |

| Año        | 2023 | 2024    |
| ---------- | ---- | ------- |
| Población  | 251  | 243     |
| Diferencia |      | −3,18 % |